# Odznaka Honorowa „Za Rozminowanie Kraju”
Odznaka Honorowa „Za Rozminowanie Kraju” – polskie odznaczenie niepaństwowe ustanowione w 1992 roku przez Krajową Radę Kombatantów Wojska Polskiego ZKRP i BWP w celu uhonorowania żołnierzy Wojska Polskiego biorących udział w operacji rozminowywania Polski po II wojnie światowej.

## Historia
Odznakę Honorową „Za Rozminowanie Kraju” została ustanowiona 27 lutego 1992 roku przez Krajową Radę Kombatantów. Autorem projektu był kmdr Henryk Leopold Kalinowski. Nadawanie odznaki rozpoczęto w 1998 roku. Do 2001 roku nadano ją 94 osobom. Od tego roku odznakę nadaje Stowarzyszenie Saperów Polskich. W 2010 roku rozszerzono możliwość nadawania odznaki także na żołnierzy patroli saperskich biorących udział w akcjach rozminowywania w kraju i na misjach zagranicznych.

## Opis
Kształt odznaki miał przypominać Krzyż Srebrny Orderu Wojennego Virtuti Militari. Jest to czteroramienny, ośmiorożny krzyż o wymiarach 44×44 mm z kulkami w narożach. Na awersie ramiona krzyża pokryte są jasnoczerwoną emalią z czarnymi paskami szerokości 5 mm pośrodku każdego z ramion. W środku znajduje się okrągła tarcza o średnicy 21 mm z białym pierścieniem, na którym umieszczony jest wygięty w łuk napis: ZA ROZMINOWANIE KRAJU. Wewnątrz pierścienia na pokrytym czerwoną emalią tle znajduje się srebrny orzeł bielik. Między ramionami krzyża znajdują się pęki srebrzystych promieni, po bokach których znajdują się białe pasy. Rewers odznaki jest gładki.
Wstążka odznaczenia o szerokości 39 mm składa się ze środkowego czerwonego paska o szerokości 7 mm i symetrycznie położonych po obu stronach paskach: czarnego (4 mm), jasnozielonego (4 mm), białego (3 mm), ponownie czerwonego (3 mm) i granatowego u brzegu (2 mm).